# Budkov (Prachaticei járás)
Budkov falu és önkormányzat (obec) Csehország Dél-csehországi kerületének Prachaticei járásában. Területe 5,03 km², lakosainak száma 91 (2009. 12. 31). A falu Prachaticétől mintegy 7 km-re északra, České Budějovicétől 36 km-re nyugatra, és Prágától 117 km-re délre fekszik.
A település első írásos említése 1354-ből származik.

## Nevezetességek
- A 14. században épült erődítmény.
- 1557-ben épült vízimalom

## Népesség
A település népessége az elmúlt években az alábbi módon változott:
| Lakosok száma | 314  | 315  | 282  | 188  | 115  | 81   | 92   | 92   | 93   | 96   |
|               | 1869 | 1890 | 1921 | 1950 | 1980 | 2001 | 2017 | 2019 | 2022 | 2024 |